# Jóhanna Sigurðardóttir
Jóhanna Sigurðardóttir (/jouːhanːa 'sɪːɣʏrðartouʰtɪr/) (sinh ngày 4 tháng 10 năm 1942) là một nhà chính trị và thủ tướng đương nhiệm của Iceland. Trước đó bà đảm nhiệm chức vụ Bộ trưởng Các vấn đề xã hội và An sinh xã hội giai đoạn 1987–1994 và 2007–2009. Bà đã là một thành viên của Althing (Quốc hội Iceland) thuộc đơn vị bầu cử Reykjavík từ năm 1978, đã tái đắc cử 8 kỳ liên tiếp. Bà đã trở thành nữ thủ tướng đầu tiên của Iceland vào ngày 1 tháng 2 năm 2009; bà cũng trở thành nhà lãnh đạo chính phủ công khai bản thân là người đồng tính đầu tiên trong lịch sử cận đại.